# Friedrich Gorius
Karl Maria Friedrich Gorius (* 5. November 1877 in Köln; † 21. August 1950 in Honnef) war ein deutscher Jurist und Verwaltungsbeamter. Als Landrat stand er den Kreisen Arnsberg, Lippstadt, Adenau, Bernkastel und dem Siegkreis vor.

## Leben

### Herkunft und Ausbildung
Friedrich Gorius entstammte als Sohn des Dr. jur. Geheimer Justizrat, Rechtsanwalt Friedrich Gorius (* 15. Juni 1848 in Köln; † 2. Dezember 1912 ebenda) einer eingesessenen Kölner Juristenfamilie. Seine Mutter war Elisabeth genannt Lilly, geb. Wallraf (* 25. Februar 1852 in Köln; † 3. März 1939 in Köln-Lindenthal), eine Schwester des Kölner Oberbürgermeisters und späteren Reichstagspräsidenten Max Wallraf. Nach dem Besuch des Kölner Marzellengymnasiums, das Friedrich Gorius zu Ostern 1896 mit Ablegung der Reifeprüfung verließ, studierte er an den Universitäten in Lausanne (ein Semester) und Bonn (sieben Semester) bis 1899 Rechtswissenschaften. Er war Mitglied der Studentenverbindung Akademischer Juristenverein Bonn (heute: AV Rheno-Colonia Köln).
Da er „dauernd“ untauglich war, musste er keinen Militärdienst ableisten. Mit der Ablegung der Prüfung zum Gerichtsreferendar vor dem Oberlandesgericht Köln (3. März 1900 mit ausreichend) erhielt er am 12. März 1900 die Ernennung zum Gerichtsreferendar (Vereidigung 17. März 1900). Als Regierungsreferendar folgte dann zum 17. März 1902 seine Versetzung an die Regierung Köln. Zugleich mit der Prüfung zum Regierungsassessor wurde Gorius mit dem 26. Mai 1906 als Hilfsarbeiter an das Landratsamt Schmalkalden überwiesen, von wo er im Februar 1910 an die Regierung Arnsberg wechselte.

### Werdegang
Mit der vertretungsweisen Verwaltung des Landratsamtes Arnsberg, im August 1914, begann der eigentliche berufliche Aufstieg von Friedrich Gorius. Nach seiner Ernennung zum Regierungsrat (19. Januar 1915) wurde er zum 1. September 1916 kommissarisch mit der Verwaltung des Landratsamtes Lippstadt beauftragt, seine definitive Ernennung folgte am 4. März 1917. Nach nur zwei Jahren übernahm er im November 1919 kommissarisch die Leitung des Landratsamtes Adenau, seine definitive Versetzung nach dort folgte am 2. Oktober 1920. 1920 gehörte er auch dem Provinziallandtag der Rheinprovinz an. Während des Ruhrkampfes kam es dann zu seiner Ausweisung durch die Interalliierte Rheinlandkommission vom 14. April 1923 bis zum 23. September 1924. Nach seiner Rückkehr wurde Gorius im Oktober zunächst mit der vertretungsweisen Verwaltung des Kreises Bernkastel beauftragt. Die Übertragung der kommissarischen Verwaltung folgte zum 1. November 1924, die definitive Ernennung am 10. März 1925. Offensichtlich aus politischen Gründen wurde der, dem Zentrum nahestehende Gorius nach der Machtübernahme durch die Nationalsozialisten am 5. Juli 1933 als Landrat in den einstweiligen Ruhestand versetzt, dann aber am 4. November 1933 der Regierung Köln zur Beschäftigung überwiesen, die ihn beim Oberversicherungsamt einsetzte. Nach Kriegsende erfolgte am 27. November 1945 und rückwirkend zum 1. November seine Versetzung in den Ruhestand. Über drei Amtsperioden bekleidete Friedrich Gorius, der zwischenzeitlich der neu gegründeten CDU beitrat, vom 18. April 1946 bis zu seinem Ausscheiden aus gesundheitlichen Gründen am 10. November 1948 das nunmehrige Ehrenamt des Landrats im Siegkreises.

### Politische Ämter und Mitgliedschaften
- 1919–9999 Mitglied des Westfälischen Provinziallandtags[6] für den Wahlkreis Lippstadt[1]
- 1920–1922 Mitglied des Rheinischen Provinziallandtags[6]
- 1947–1948 Mitglied im Verfassungsausschuss des Landkreistages Nordrhein-Westfalen[6]
- Mitglied des preußischen Landrätevereins[4]
- Mitglied des katholischen Akademikerverbandes (bis zum 3. November 1938)[4]

Auszeichnungen
- Eisernes Kreuz II. Klasse[6][4]

Familie
Der Katholik Friedrich Gorius heiratete am 29. September 1921 Marianne Danckelmann (* 16. Februar 1891 in Hardehausen; † 1. Juli 1971 in Siegburg), eine Tochter des Forstmeisters Engelbert Danckelmann und der Auguste, geb. Simon. Das Ehepaar hatte zwei Söhne und zwei Töchter.